# Stay with Me (黃凱芹專輯)
《Stay with Me》為香港歌手黃凱芹第九張專輯，由於此專輯推出時他已轉投飛圖唱片，因此也是他在寶麗金的最後作品，1992年2月14日推出。
隨著四大天王、寶麗金小花系統的形成，寶麗金體系內其餘未受力捧的歌手（例如甄楚倩、吳婉芳）的唱片銷量開始下滑，黃凱芹雖然如李克勤一樣仍受歡迎，但唱片公司的創作方針改變，導致商業作品粗製濫造，他也開始跟唱片公司不咬弦，於1991年約滿後轉會飛圖唱片。

## 曲目
| 曲序     | 曲目           |          | 作曲     | 编曲         | 备注                                        | 时长  |
| -------- | -------------- | -------- | -------- | ------------ | ------------------------------------------- | ----- |
| 1.       | 今夜可否留低   | 陳少琪   | 藤田千章 | Richard Yuen | 改編自Sing Like Talking的《愛と言えるまで》 | 5:33  |
| 2.       | 雨中的戀人們   | 簡寧     | 桑田佳佑 | Richard Yuen | 改編自中村雅俊的《恋人も濡れる街角》        | 4:16  |
| 3.       | 請你記住我     | 黃凱芹   | 黃凱芹   | 盧東尼       |                                             | 5:18  |
| 4.       | 至愛難尋       | 向雪懷   | 盧東尼   | 盧東尼       |                                             | 4:05  |
| 5.       | 蝶戀花         | 黃凱芹   | 黃凱芹   | 蘇德華       |                                             | 4:06  |
| 6.       | 求雨           | 黃凱芹   | 黃凱芹   | 唐奕聰       |                                             | 4:22  |
| 7.       | 解情還須繫情人 | 向雪懷   | 呂曉棟   | 唐奕聰       | 改編自沈孟生的《說情容易忘情難》            | 4:23  |
| 8.       | 離開便離開     | 黃凱芹   | 區新明   | 區新明       |                                             | 4:03  |
| 9.       | 情海           | 黃凱芹   | 黃凱芹   | 盧東尼       |                                             | 4:20  |
| 10.      | 舊朋友         | 潘偉源   | 陳昇     | 蘇德華       | 改編自陳昇的《把悲傷留給自己》              | 5:16  |
| 总时长： | 总时长：       | 总时长： | 总时长： | 总时长：     | 总时长：                                    | 45:02 |

## 音樂錄像

### 非原人演出
- 雨中的戀人們（寶麗金金曲卡拉OK POL33014（1992年，部份原聲）、寶麗金卡拉OK碟聖21巨星原裝金曲（1993年，原聲））
- 請你記住我（寶麗金金曲卡拉OK POL33014（1992年，部份原聲）、寶麗金卡拉OK碟聖17巨星原裝金曲（1992年，原聲））
- 蝶戀花（寶麗金金曲卡拉OK POL33016（1992年，部份原聲）、寶麗金卡拉OK碟聖21巨星原裝金曲（1993年，原聲））
- 把悲傷留給自己（粵語版：舊朋友）（寶麗金卡拉OK碟聖26國語歌曲精選（1993年，非原聲））